# ロリエ
ロリエ (Laurier) は、花王株式会社が販売している生理用品のブランドである。

## 概要
発売開始は1979年11月1日。このとき生理用品市場はユニ・チャームなどの先発メーカーがほぼ独占していたが、高分子吸収体「ワンダージェル」搭載による薄型化、逆戻りを低減した片道吸収などの高機能を訴えるべく全国規模でのサンプリング(試供品の配布)を実施するなど強力なプロモーションを展開してシェア切り崩しに成功した。社名や会社のロゴマークである「月のマーク」の露出を控え、ブランド名「ロリエ」を前面に押し出すプロモーションも、当時としては異例だったという。
2004年には、高い吸収力とやさしい感触を両立し、「肌の結露感、ゼロへ」を目指した「ロリエ エフ」を発売した。その後、2008年9月には「超吸収Fファイバー」を採用し「ジメジメ結露感・こすれ感ゼロへ」と進化。2011年9月にはふつう〜軽い日用、多い昼〜ふつうの日用、多い夜用に「しなやかタッチ吸収体」を採用し、改良。デザイン変更のみのアイテムも含め"F"のロゴデザインを刷新した。2012年3月には「特に多い昼用」を発売。2013年9月に全面刷新し、「ロリエ エフ しあわせ素肌」に改名。ラインナップは「全面通気性バックシート」を採用してリニューアルした「ふわふわスリム」3種類と「夜用」3種類に加え、「ふわふわスリム 特に多い昼用」に比べて厚みを約30%カットした薄型タイプ「超スリム」4種類（うち2種類は既存品からのリニューアル）が登場。パンティライナーもパッケージリニューアルを行い、商品名を変更した。2014年11月のリニューアルでは「しあわせ素肌 夜用」3種類に「真ん中吸収クッション」を採用し、他の「エフ しあわせ素肌」全製品もパッケージを変更。2015年3月のリニューアルでは「しあわせ素肌 ふわふわスリム」3種類において、吸収力を向上。2016年10月には表面シートを「新・ふわポコ吸収シート」に変更し、全製品リニューアルした。2018年4月に「超スリム」に「特に多い夜用（350/400）」が追加発売され、同時に「特に多い夜用 340」は長さと幅がサイズアップされて「ふんわりタイプ 特に多い夜用 350」に改名、他の「ロリエ エフ しあわせ素肌」全製品もパッケージデザインが変更された。2019年4月に全面刷新され、「ロリエ しあわせ素肌」に改名。パッケージデザインと製品名の変更のみとなった「超スリムタイプ 軽い日用 羽なし」を除く全種類で脚まわりのこすれを軽減する改良が行われた。2020年4月に「ふんわりタイプ」、同年5月に「超スリムタイプ」を順次リニューアル。吸引力が向上され、表面を改良。「ふんわりタイプ」は形状も変更された。2022年10月（一部店舗は同年9月最終週）に「ふんわりタイプ」の表面シートを国産のボタニカルコットン100%に変え、ジャパン・コットン・マーク（ピュア・コットン・マーク）認証を取得。個別ラップにラベンダー&カモミールの香りをほのかに付けた「Botanical Cotton 100%」を発売。すでに発売されているパンティライナーも同時期にパッケージデザインを変更してデザインが統一された。
2010年8月には、薄型タイプの「Superスリムガード」と多い日の昼・夜用の「スーパーガード」が新開発の表面材「フルスピード吸引シート」を採用し、吸収スピードが従来比2倍にアップして、商品名も「Speed+（スピードプラス） スリムガード」・「Speed+ 超吸収ガード」にリニューアルされた。同時に既存商品を含め、寄り添う2枚の月桂樹をモチーフとした新ブランドマークとなった。さらに、2011年2月にふつうの日用の「さらさらクッション 肌キレイ吸収」と多い夜用の「オーバーナイト」にも「フルスピード吸引シート」を採用。ラインナップを統合して「Speed+ 肌きれいガード」としてリニューアル、2013年9月にパッケージデザインを変更するとともに、商品名をふつうの日用の「Speed+ 肌キレイガード」は「肌キレイガード ふつうの日用」に、夜用の「Speed+ 肌キレイガード オーバーナイト」は、「肌キレイガード 多い夜用」にそれぞれ改名した。「Speed+ スリムガード」は2012年2月にシリーズ最長の35cm「しっかり夜用350」を追加発売するとともに、既存の「しっかり夜用」は「しっかり夜用300」に改名し、「しっかり夜用300」を含む既存商品すべてのパッケージデザインをリニューアル。一方の「Speed+ 超吸収ガード」も同年9月にフィット感を向上する改良を行い、商品名を「超吸収ガード」に改名。さらに、特に多い夜用の37cm「超吸収ガード370」を発売した。「Speed+ スリムガード」は2014年6月に個装にアーガイル柄をプリントしたパッケージデザインにリニューアルし、「スリムガード」に改名。併せて、「軽い日用」を除く全アイテムには内部の吸収体にスリット加工を施した。同年8月には「超吸収ガード」をリニューアルし、パッケージ変更のみのショーツタイプを除く全製品に「偏在化ブロック吸収体」を採用した。2016年9月には「スリムガード」に花王の生理用ナプキンでは初めてとなる香りつきタイプ「スリムガード スイートローズの香り」を発売。当初は「しっかり昼用」・「長時間しっかり昼用」・「しっかり夜用 300」の3タイプに設定され、2018年4月には「特に多い夜用 350」と「特に多い夜用 400」にも追加設定された。同時に、「スリムガード」の既存品全品のパッケージデザインをリニューアルした。2017年9月に「超吸収ガード」の特に多い夜用の全製品を「朝までブロック」に改名し、パッケージデザインをリニューアル（なお、製品の変更はなし）。翌月には「スリムガード」もリニューアル。特に「しっかり夜用 300（スイートローズの香りを含む）」と「しっかり夜用 350」は「しなやかフィット設計」が新たに採用されて名称を「多い夜用 300」・「特に多い夜用 350」に改名するとともに、そのほかの製品もパッケージデザインの変更を行い、「しっかり昼用」を「多い昼～ふつうの日用」に、「長時間しっかり昼用」を「特に多い昼用」にそれぞれ改名。さらに、「特に多い夜用 400」を追加発売した。2018年10月には「超吸収ガード 朝までブロック」をリニューアル。吸収体をブロック状の「変形ぴたっと吸収体」に改良され、商品名が「朝までブロック」に改名された。2019年4月には「スリムガード スイートローズの香り」がリニューアルされ、パッケージデザインが変更された。2020年5月には「スリムガード」全品がパッケージデザインを変更してリニューアルされた。2021年4月に「スリムガード」・「朝までブロック」を同時にリニューアル。シートが改良され、「スリムガード」には「超快適ドライシート」、「朝までブロック」には「3倍吸乾シート」を採用。また、「スリムガード」の「多い夜用 300」・「特に多い夜用 350」・「特に多い夜用 400」に設定の香りつきがラベンダーの香りに変わり、「朝までブロック」の「340」・「370」・「400」にもラベンダーの香りが追加発売された。
2021年5月にはスタンダードタイプの「肌キレイガード」と「超吸収ガード パワフル昼用」が統合され、「肌きれいガード」へリニューアル。「フルスピード吸引シート」の改良によりサラッと感を向上。また、ふつうの日用と多い夜用は入数が変更となった（ふつうの日用 羽なし:30コ→28コ、ふつうの日用 羽つき:22コ→20コ、多い夜用 羽なし:11コ→10コ、多い夜用 羽つき:10コ→9コ）。
2012年1月には、軽失禁用の吸水パンティライナー・吸水ナプキン「フリーデイ」が「ロリエ」ブランドに移行・統合し、「ロリエ フリーデイ」としてリニューアル、さらに吸水パンティライナーに微香タイプ（パウダリーフラワーの香り）を、吸水ナプキンにスリムタイプを新しく品揃えした。2013年10月に「ロリエ 吸水フリーデイ」に改名しリニューアル。2016年3月に「肌ストレスフリーシート」というシートが採用された「ロリエ さらピュア」として全面刷新した。2019年4月に吸水ナプキンにシリーズ内で一番吸収量が少ない15ccが追加発売され、同時に他の製品のパッケージデザインが変更された。2020年4月に10cc 吸水ライナーと吸水ナプキンに「吸引力1.5倍シート」、吸水ナプキンは表面シートに「やわらかエアリータッチ」が採用され、全製品のパッケージデザインにピーター・ラビットを起用しリニューアルされた。2021年10月には厚さを1.5mm～2.3mm（吸収量により異なる）とした超薄型タイプ「ロリエ さらピュア 超薄ランジェリーライナー」が発売された。2023年4月にパッケージデザインが再度変更され、「ロリエ さらピュア吸水」へ改名してリニューアル。「さらピュア 極薄ランジェリーライナー」も「さらピュア吸水 超吸収スリム」に改名され、30ccを追加して4種類となった。
2015年4月には、「きれいスタイル」と「エフ しあわせ素肌 パンティライナー」の2ラインがあったパンティライナーのラインナップを刷新して「きれいスタイル」に統一化され、通気性タイプの「きれいスタイル エアリー」2種類が新たに発売された。2018年4月に「きれいスタイル エアリー」が「きれいスタイル ふわりプレミアム」に改名・リニューアルされた。2019年4月にシート形状の角を丸くし、下着との接着部分をより広くする改良を行ってリニューアルされ、従来の「Agデオドラント」は「Ag」に改名された。2020年10月に「きれいスタイル」に水分（軽度尿）まで吸収可能な「超吸ランジェリーライナー」を追加するとともに、約5年半ぶりに「しあわせ素肌」シリーズのパンティライナーが復活したことで、パンティライナーは後述する「デオプラス」と合わせて3シリーズに細分化された。2023年4月に「きれいスタイル 超吸ランジェリーライナー」が「きれいスタイル 極上W吸収」に改名してリニューアルされ、シートの色が白に変更された。
2020年9月には、消臭機能を付加したシリーズ「デオプラス」が発売された。本シリーズでは、生理用ナプキン・パンティライナー・サニタリーショーツの3アイテムで展開される。2022年4月に「デオプラス」の製造を終了する替わりに、既存の「しあわせ素肌」・「きれいスタイル」・「アクティブガード」それぞれに消臭機能を付加した製品が発売され、ラインナップに組み込まれた。
生理用ナプキンと一緒に使用するサニタニーショーツも発売されているほか、2020年4月（一部ECサイトは同年2月）に「スペシャルケアシリーズ」として、ボディウォッシュ・ウェットシート・下着用洗剤も発売された。
令和に入ってからの一時期は、「さらっと笑おう。さらっと進もう。」というセールススローガンが設定されていたことがある。

## ラインアップ
2023年3月現在
- 生理用ナプキン（全品医薬部外品）
  - しあわせ素肌 - 2022年4月に「デオプラス」の後継製品となる「消臭プラス」の発売に合わせ、「ふんわりタイプ」と「通気超スリム」のパッケージデザインを刷新してリニューアルされた。
    - ふんわりタイプ
      - 多い昼用（羽なし/羽つき 22.5cm） - 「エフ 多い昼〜ふつうの日用 羽なし/羽つき」をリニューアル。
      - 特に多い昼用（羽つき 25cm） - 2012年3月発売の「エフ 特に多い昼用 羽つき」をリニューアル。
      - 多い夜用 300（羽つき 30cm） - 「エフ 多い夜用 羽つき」をリニューアル。
      - 特に多い夜用 350（羽つき 35cm）
      - 特に多い夜用 400（羽つき 40cm） - 「エフ 特に多い夜用 羽つき 400」をリニューアル。「超吸収ガード」シリーズの「超吸収Wクッション」を採用。

    - Botanical Cotton 100%（ふんわりタイプ） - 2022年10月（一部店舗は同年9月最終週）発売
      - 多い昼用（羽つき 22.5cm）
      - 特に多い昼用（羽つき 25cm）
      - 多い夜用（羽つき 30cm）
      - 特に多い夜用（羽つき 35cm）

    - 通気超スリム - 2021年9月のリニューアル時に「超スリム」から改名された。
      - 軽い日用（羽なし 17cm） - 2008年9月発売の「エフ 軽い日用 羽なし」をリニューアル。
      - ふつうの日用（羽つき 20.5cm） - 「エフ ふつうの昼～軽い日用 羽つき」をリニューアル。
      - 多い昼用（羽つき 22.5cm）
      - 特に多い昼用（羽つき 25cm）
      - 昼夜兼用 300（羽つき 30cm） - 「ロリエ」では初の昼夜兼用タイプ
      - 特に多い夜用 350（羽つき 35cm）
      - 特に多い夜用 400（羽つき 40cm）

    - 消臭プラス - 2022年4月発売。「デオプラス」の後継製品
      - 多い昼～ふつうの日用（羽つき 20.5cm）
      - 特に多い昼用（羽つき 25cm）
      - 多い夜用 300（羽つき 30cm）

  - スリムガード
    - 軽い日用（羽なし 17cm）
    - 多い昼～ふつうの日用（羽なし 20.5cm） - 2013年4月発売。
    - 多い昼～ふつうの日用（羽つき 20.5cm） - 2014年6月のリニューアルに併せて、28コ入りに加え、小容量サイズの8コ入りを追加
    - 多い昼～ふつうの日用 スイートローズの香り（羽つき 20.5cm）
    - 特に多い昼用（羽つき 25cm）
    - 特に多い昼用 スイートローズの香り（羽つき 25cm）
    - 多い夜用 300（羽つき 30cm）
    - 多い夜用 300 ラベンダーの香り（羽つき 30cm）
    - 特に多い夜用 350（羽つき 35cm）
    - 特に多い夜用 350 ラベンダーの香り（羽つき 35cm）
    - 特に多い夜用 400（羽つき 40cm）
    - 特に多い夜用 400 ラベンダーの香り（羽つき 40cm）

  - 朝までブロック
    - 300（特に多い夜用・羽つき 30cm）
    - 340（特に多い夜用・羽つき 34cm） - 7コ入と16コ入がある。
    - 340 ラベンダーの香り（特に多い夜用・羽つき 34cm）
    - 370（特に多い夜用・羽つき 37cm）
    - 370 ラベンダーの香り（特に多い夜用・羽つき 37cm）
    - 400（特に多い夜用・羽つき 40cm） - 3コ入と12コ入がある。
    - 400 ラベンダーの香り（特に多い夜用・羽つき 40cm）
    - 安心ショーツタイプ（特別心配な夜用・ショーツタイプ 吸収体の長さ48cm）- ナプキン・ショーツ一体型のはくタイプで、生理用ショーツやガードルの重ね使用が不要である[注釈 1]。使用後は両脇を破って外し、両側を折って丸めた後「くるピタテープ」で止めて捨てる。本品は夜用だが、長時間取り替えられない時の日中でも使用可能である。2010年8月の「Speed+ 超吸収ガード」へのリニューアルに合わせて「スーパーガード 安心ショーツタイプ」も「超吸収ガード 安心ショーツタイプ」に改名し、2012年9月・2014年8月・2017年10月にもリニューアルを行い、2018年10月に「超吸収ガード 朝までブロック 安心ショーツタイプ」から改名してリニューアルされたが、いずれもパッケージデザインの変更のみであった。2020年春にもパッケージデザインを再度変更している。同年10月には少量パックの2コ入が追加発売され、5コ入との2容量となった。2022年10月（一部店舗は同年9月最終週）にリニューアル。お腹周りの履き心地を改良するとともに、サイズラインナップは既存のM～Lサイズに加えてゆったりLサイズ（5コ入りのみ）を追加して2サイズ展開となった。

  - 肌きれいガード - 「超吸収パワフル昼用」を除く製品には2個パック包装も設定されている。
    - 肌きれいガード ふつうの日用（羽なし/羽つき 20.5cm） - 羽なしは初代「ロリエ」からの流れを汲む製品。2013年9月に「Speed+ 肌キレイガード」から改名。
    - 肌きれいガード 超吸収パワフル昼用（特に多い昼用・羽つき 24cm） - 2021年5月のリニューアル時に「肌きれいガード」へ組み込まれ、「超吸収ガード パワフル昼用」から改名された。
    - 肌きれいガード 多い夜用（羽なし 27cm/羽つき 30cm） - 羽つきは従来発売されていた「Superオーバーナイト」を改良した製品（サイズを3cm大きくし、フルスピード吸引シートを採用）。2013年9月に「Speed+ 肌キレイガード オーバーナイト」から改名。
- パンティライナー
  - きれいスタイル - 2015年4月のリニューアル時に内容量の変更を行った（40コ→36コ(無香料・ヒーリングブロッサムの香り)、80コ→72コ(無香料及び香り付3種)、68コ→62コ(消臭Agデオドラント)）。
    - 無香料
    - ロマンティックローズの香り
    - リラックスフローラルの香り - 発売当初は「リラックス気分 ヒーリングフラワーの香り」であったが、2013年10月のリニューアル時に「ヒーリングベリーの香り」へ改名され、2015年4月のリニューアル時に「ヒーリングブロッサムの香り」へ再改名。2019年4月のリニューアルに伴い再々改名。
    - フレッシュフローラルの香り - 2015年4月発売。
    - プレシャスブーケの香り - 発売当初は「スパークリングフルーツの香り」であったが、2019年4月のリニューアルに伴い改名。
    - 天然コットン100% - 2015年4月のリニューアル時に個数を52コから50コに減容されていたが、2020年10月に「しあわせ素肌」シリーズへ移行に伴い、54コに増量。2022年10月（一部店舗は同年9月最終週）にパッケージデザインが変更され、2年ぶりに「きれいスタイル」へ再度移行する形で復活した。
    - 無香料 消臭プラス - 2022年4月発売。「デオプラス パンティライナー 無香料」の後継製品
    - フレッシュローズの香り 消臭プラス - 2022年4月発売。「デオプラス パンティライナー フレッシュローズの香り」の後継製品
    - フレッシュハーブの香り 消臭プラス - 2022年4月発売。「デオプラス パンティライナー フレッシュハーブの香り」の後継製品
    - 極上W吸収 無香料 - 2020年10月発売
    - 極上W吸収 フローラルブーケの香り - 2020年10月発売
    - 極上W吸収 ロング&ワイド フローラルブーケの香り - 2021年10月発売
    - 極上W吸収 天然コットン100% - 2020年10月発売
    - 極上W吸収 ロング&ワイド 天然コットン100% - 2021年10月発売

  - しあわせ素肌 パンティライナー - 2015年3月に製造を終了した「エフ しあわせ素肌 パンティライナー」の実質的な後継製品となり、ラインナップを強化しての復活となる。
    - 無香料 - 「きれいスタイル ふわりプレミアム」からの移行品。個数が「きれいスタイル ふわりプレミアム」の54コから72コに増量され、大容量化された。
    - ピュアフローラルの香り - 「きれいスタイル ふわりプレミアム」からの移行品。香調がカシスからフローラル系に変わり、個数が「きれいスタイル ふわりプレミアム」の54コから72コに増量され、大容量化された。
    - Botanical Cotton 100% ラベンダー&カモミールの香り - 2020年10月発売
    - Botanical Cotton 100% スズラン&ホワイトフローラルの香り - 2020年10月発売
    - Botanical Cotton 100% 天然消臭（無香料） - 2020年10月発売
- サニタリーショーツ
  - アクティブガード - 全タイプにMサイズとLサイズの2サイズを設定。2019年4月のリニューアル時に従来の3タイプ×3色から、追加発売のタイプを含めた7タイプに再編。2021年9月に再リニューアルされた。
    - カジュアルタイプ（ふつう丈・グレー） - 2019年4月発売。素材にコットン（杢コットン）を使用。
    - エレガントタイプ（ふつう丈・ブラック） - 発売当初は「ベーシックショーツタイプ」で、2010年8月に「おでかけモード ふつう丈ショーツ」へ改名、2013年10月に「おでかけモード プラチナブラック」へ再改名され、2019年4月のパッケージデザイン変更に伴い再々改名される。
    - ラインレスタイプ（深め丈・ブラック） - 発売当初は「ボクサータイプ」で、2010年8月に「しっかりモード 深め丈ボクサー」へ改名、2013年10月に「しっかりモード クラシカルブラック」へ再改名され、2019年4月のパッケージデザイン変更に伴い再々改名される。
    - デスクワークガードタイプ（ふつう丈・ブラック） - 2013年10月に「しっかりモード ピュアブラック」として発売。2019年4月に素材をストレッチコットンに変更する改良が行われ、「ワイドセイフティタイプ」へ再改名され、2021年9月のパッケージデザイン変更に伴い再々改名される。
    - ナイトセイフティタイプ（深め丈・ブルーグレー） - 発売当初は「ベーシックショーツタイプ」、2010年8月に「しっかりモード 深め丈ショーツ」へ改名。2013年10月に「しっかりモード ミッドナイトブルー」へ再改名され、2019年4月に素材をストレッチコットンに変更する改良が行われ、再々改名される。
    - 快適フィットネスタイプ（ふつう丈・ネイビー） - 2021年9月発売。従来発売されていた「フィットネスタイプ」の実質的な後継製品となり、「フィットネスタイプ」の深め丈からふつう丈に変更し、素材の変更により吸汗・速乾機能が付加された。
    - あたたかプロテクトタイプ（超深め丈・ダークグレー） - 2021年9月発売。丈の長さを腹まで覆う超深めに、防水布を超ロングサイズとすることで夜用ナプキンも収まるようにし、腹から腰回りにかけては旭化成の「サーモギア」を採用することで吸湿発熱の機能も付加している。
    - デオドラントタイプ（ふつう丈・ブラック） - 2022年4月発売。「デオプラス ショーツ」の後継製品にあたり、デオドラントファイバーを採用している。
- 吸水パンティライナー/ナプキン（軽失禁）
  - さらピュア吸水
    - 3cc（14cm） - 「吸水フリーデイ 消臭プラス パンティライナー（～3cc）」の後継製品。無香料（「無香」と「緑茶消臭」を統合して「緑茶消臭(無香)」となり、2019年4月のリニューアルに伴って製品名を変更）、パウダリーフラワーの香り、ローズガーデンの香りの3種類。2023年4月のリニューアルに伴い、「3cc 吸水ライナー」から製品名を変更。
    - 10cc（17cm） - 「吸水フリーデイ 消臭プラス ロングパンティライナー（～10cc）」の後継製品。（「無香」と「緑茶消臭」を統合して「緑茶消臭(無香)」となり、2019年4月のリニューアルに伴って製品名を変更）、パウダリーフラワーの香り、ローズガーデンの香りの3種類。乳数は「吸水フリーデイ」の20枚（緑茶消臭）/22枚（無香、パウダリーフラワーの香り）から40枚に増量。2020年4月のリニューアルに伴い、無香料のみ通常品の2パック分となる80枚の「お徳用パック」が追加設定された。2023年4月のリニューアルに伴い、「10cc 吸水ライナー」から製品名を変更。
    - 15cc（19cm） - 2019年4月発売。2020年4月のリニューアル時に46枚の名称を「大入数パック」から「お徳用パック」に変更され、通常品の2パック分となる「お徳用パック」68枚を追加発売。2022年9月末をもって46枚の製造を終了したため、「お徳用パック」は68枚に集約された。2023年4月のリニューアルに伴い、「スリムタイプ 15cc 吸水ナプキン」から製品名が変更された。
    - 20cc（19cm） - 「吸水フリーデイ 消臭プラス スリムナプキンタイプ 少量用（～20cc）」の後継製品。入数は「吸水フリーデイ」の22枚から32枚に増量した。2020年4月のリニューアル時に44枚（2017年4月発売）の名称を「大入数パック」から「お徳用パック」に変更され、通常品の2パック分となる「お徳用パック」64枚を追加発売した。2023年4月のリニューアルに伴い、「スリムタイプ 20cc 吸水ナプキン」から製品名を変更。同年4月末に44枚の製造終了が予定されており、「お徳用パック」は64枚に集約される予定。
    - 50cc（23cm） - 「吸水フリーデイ 消臭プラス スリムナプキンタイプ 少～中量用（～40cc）」の後継製品。「吸水フリーデイ」に比べて長さが2cm長く（21cm→23cm）、吸水量が10cc多く（40cc→50cc）なった。2020年4月のリニューアル時に26枚（2017年4月発売）の名称を「大入数パック」から「お徳用パック」に変更され、通常品（18枚）の約2.4パック分となる「お徳用パック」44枚を追加発売した。2023年4月のリニューアルに伴い、「スリムタイプ 50cc 吸水ナプキン」から製品名を変更。同年4月末に26枚の製造終了が予定されており、「お徳用パック」は44枚に集約される予定。
    - 80cc（23cm） - 「吸水フリーデイ 消臭プラス ナプキンタイプ 中量用（～60cc）」の後継製品。「吸水フリーデイ」に比べて長さが0.5cm長く（22.5cm→23cm）、吸水量が20cc多く（60cc→80cc）なり、入数は14枚と26枚（まとめ買いパック）の2種類から16枚の1種類に統合した。2023年4月のリニューアルに伴い、「ふんわりタイプ 80cc 吸水ナプキン」から製品名が変更された。
    - 120cc（29cm） - 「吸水フリーデイ 消臭プラス ナプキンタイプ 多い時用（～120cc）」の後継製品。入数は「吸水フリーデイ」の10枚から16枚に増量した。2023年4月のリニューアルに伴い、「ふんわりタイプ 120cc 長時間・夜用 ロング吸水ナプキン」から製品名が変更された。
    - 超吸収スリム 5cc（17cm） - 当初は40枚のみだったが、2022年4月に大入数パックの80枚（通常品の2個パック仕様）が追加発売された。2023年4月のリニューアルに伴い、「超薄ランジェリーライナー 5cc 微量用」から製品名が変更された。
    - 超吸収スリム 15cc（19cm） - 当初は25枚のみだったが、2022年4月に通常品の2パック分となる大入数パックの50枚が追加発売された。2023年4月のリニューアルに伴い、「超薄ランジェリーライナー 15cc 少量用」から製品名が変更された。
    - 超吸収スリム 30cc（19cm）
    - 超吸収スリム 50cc（23cm） - 当初は15枚のみだったが、2022年4月に通常品の2パック分となる大入数パックの30枚が追加発売された。2023年4月のリニューアルに伴い、「超薄ランジェリーライナー 50cc 中量用」から製品名が変更された。
- 全身洗浄料
  - デリケート泡ウォッシュ - 泡タイプのボディウォッシュ。
- ボディシート
  - デリケートフレッシュシート - 携帯サイズのトイレに流せるウェットシート。
- 下着用洗剤
  - ランジェリー泡洗剤 - 洗たく用洗剤「アタック」の洗浄技術を応用した泡タイプの下着用洗剤で、洗濯前に下着に付着した汚れに直接泡をつけ、そのまま洗濯機に入れて洗う（つけ置きやもみ洗いは不要である）。

製造終了品
- 生理用ナプキン（全品医薬部外品）
  - セフティロング
    - セフティロング（交換が困難な昼間の長い時間や、夜間就寝時等の長時間に渡る着用に対応すべく開発された大型ナプキン。長時間着用に耐えるための高い吸収力と持続性を確保する目的で、当時のふつう用に比べひとまわり程度大きく幅広いサイズで設計された関係上、装着時に太腿に挟まれる部分が細くなるよう弧状のカーブカット加工が施された。ひとまわり大きい幅広サイズでありながらカーブカット加工によって装着者の動きづらさや違和感の負担を軽減することが可能となった。）
    - デオドラントロリエセフティロング（上記「セフティロング」に薬用活性炭繊維「ファインガード」を内装した防臭エチケットタイプの長時間対応型）

  - オーバーナイト
    - オーバーナイト（羽なし 25cm） - 長時間用「セフティロング」をベースに、さらに長くワイドにし、吸収力を強化した夜専用モデル。セフティロング同様、両サイドにカーブカット加工が施されている事から、ロング&ワイドサイズの夜専用モデルでありながらも幅広形態に起因する違和感を最小限に抑え、昼間の長時間装着時の動きやすさも考慮していると思われる。（2011年2月生産終了）

  - ライナー - 軽い日用。
  - スリム - やわらかメッシュを採用した超うす型。テープが自然に剥がれる個包装を採用（現在の「かんたんラップ」とは異なり、ナプキンを引き出すだけでテープが剥がれる）。
  - やわらかメッシュ
  - ドライupメッシュ
  - デオドラントロリエ（普通用ロリエに活性炭繊維「ファインガード」をすき込んだ吸収シートを内装し、月経時特有のニオイを抑える工夫をはかったもの）
  - ダブルフィット（ショーツに装着するベース部分と体に触れるナプキン部分で構成されたもの。ナプキン部分が体の動きと同調するため活動的）
  - スーパーガード（「安心ショーツタイプ」以外は、フルスピード吸引シートを装着した「Speed+ 超吸収ガード」にリニューアルされた）
  - さらさらクッション 肌キレイ吸収（レギュラータイプはフルスピード吸引シートを装着した「Speed+ 肌キレイガード」にリニューアルされた）
  - さらさらクッション スリム
  - デオプラス - 「しあわせ素肌 消臭プラス」へ移行のため、2022年4月製造終了
    - 多い昼～ふつうの日用（羽つき 20.5cm）
    - 特に多い昼用（羽つき 25cm）
    - 多い夜用（羽つき 30cm）
- パンティーライナー
  - パンティライナー
    - 無香
    - 微香

  - きれいスタイル
    - Ag 無香料 - 発売当初は「消臭Agデオドラント」だったが、2016年6月のパッケージリニューアル時に「Agデオドラント」に改名。2017年4月に香りつきが発売されたことに伴って製品名に「無香料」が付いて「Agデオドラント 無香料」に再改名され、シートの裏面がブルーグレーから白に変更。2019年4月のリニューアルに伴い再々改名。「デオプラス パンティライナー 無香料」へ移行のため、2020年10月製造終了。
    - Ag エアリーローズの香り - 2017年4月に「Agデオドラント スイートローズの香り」として発売。2019年4月のリニューアルに伴い改名。「デオプラス パンティライナー フレッシュローズの香り」へ移行のため、2020年10月製造終了。
    - Ag リフレッシュハーブの香り - 2017年4月に「Agデオドラント フレッシュハーブの香り」として発売。2019年4月のリニューアルに伴い改名。「デオプラス パンティライナー フレッシュハーブの香り」へ移行のため、2020年10月製造終了。
    - 天然コットン100% - 「しあわせ素肌 パンティライナー 天然コットン100%」へ移行のため、2020年10月製造終了。
    - ふわりプレミアム 無香料 - 2015年4月に「エアリー 無香料」として発売。2018年4月のリニューアル時に改名。「しあわせ素肌 パンティライナー 無香料」へ移行のため、2020年10月製造終了。
    - ふわりプレミアム 摘みたてカシスの香り - 2015年4月に「エアリー フローラルリネンの香り」として発売。2016年10月のリニューアル時に「エアリー 摘みたてカシスの香り」へ改名され、2018年4月のリニューアルで再改名された。「しあわせ素肌 パンティライナー ピュアフローラルの香り」へ移行のため、2020年10月製造終了。

  - エフ しあわせ素肌 パンティライナー - 「エフ パンティライナー」をリニューアル。「きれいスタイル エアリー」の発売に伴い、2015年4月で製造終了。なお、2020年10月に「しあわせ素肌 パンティライナー」が発売され、シリーズが復活することとなる。
    - 無香料
    - フレッシュハーブの香り

  - デオプラス パンティライナー - 「きれいスタイル 消臭プラス」へ移行のため、2022年4月製造終了。
    - 無香料
    - フレッシュローズの香り
    - フレッシュハーブの香り
- サニタリーショーツ
  - ロリエショーツ（クロッチ部分に「ゴアテックス」を使用し、いち早く透湿防水効果を図った製品）
    - スポーツタイプ（スポーツ時の動きやすさをねらい、ハイレッグカットされた生理用ショーツ）

  - ロリエ アクティブガード
    - すはだ快適モード ナチュラルグレー - 発売当初は「ヒップハングボクサータイプ」で、2010年8月に「のんびりモード ふつう丈ボクサー」へ改名。2013年10月に再改名された。2019年4月製造終了。
    - すはだ快適モード マニッシュグレー - 発売当初は「ベーシックショーツタイプ」で、2010年8月に「しなやかモード ふつう丈ショーツ」へ改名。2013年10月に再改名された。2019年4月製造終了。
    - おでかけモード ヌーディベージュ - 発売当初は「ヒップハングボクサータイプ」で、2010年8月に「おでかけモード 浅め丈ボクサー」へ改名。2013年10月に再改名された。2019年4月製造終了。
    - おでかけモード ノワールブラウン - 発売当初は「ヒップハングボクサータイプ」で、2010年8月に「しなやかモード 浅め丈ボクサー」へ改名。2013年10月に再改名された。2019年4月製造終了。
    - ナチュラルタイプ（ふつう丈・ピンク） - 発売当初は「ベーシックショーツタイプ」で、2010年8月に「おうちモード 浅め丈ショーツ」へ改名、2013年10月に「すはだ快適モード ミルキーピンク」へ再改名され、2019年4月に素材をストレッチコットンに変更する改良が行われ、再々改名される。2021年9月製造終了。
    - フィットネスタイプ（深め丈・ネイビー） - 2019年4月発売。素材に旭化成が開発したプレミアムストレッチファイバー「ロイカ」を使用。ふつう丈の「快適フィットネスタイプ」へ継承のため、2021年9月製造終了。

  - デオプラス サニタリーショーツ（ふつう丈・ブラック） - 「アクティブガード デオドラントタイプ」へ移行のため、2022年4月製造終了。
- 吸水パンティライナー/吸水ナプキン（軽失禁）
  - ロリエ フリーデイ
    - 吸水パンティライナー 微量〜少量 ( - 10cc) 用 ふんわりシート (17cm) - 2013年10月製造終了。

  - ロリエ 吸水フリーデイ - 「ロリエ さらピュア」の発売に伴い、2016年3月製造終了。
    - 消臭プラス パンティライナー（~3cc) 無香 (14cm) - 「吸水パンティライナー 微量用(~3cc) 無香」からリニューアル（キルティングシートでヨレ防止効果がアップ）
    - 消臭プラス パンティライナー (~3cc) パウダリーフラワーの香り (14cm) - 「吸水パンティライナー 微量用(~3cc) パウダリーフラワーの香り」からリニューアル（キルティングシートでヨレ防止効果がアップ）
    - 消臭プラス パンティライナー (~3cc) 緑茶消臭 (14cm) - 「吸水パンティライナー 微量用(~3cc) しっかり消臭」からリニューアル（キルティングシートでヨレ防止効果がアップ）
    - 消臭プラス ロングパンティライナー (~10cc) 無香 (17cm)
    - 消臭プラス ロングパンティライナー (~10cc) パウダリーフラワーの香り (17cm)
    - 消臭プラス ロングパンティライナー (~10cc) 緑茶消臭 (17cm) 「吸水パンティライナー 微量〜少量用(~10cc) しっかり消臭」からリニューアル（キルティングシートでヨレ防止効果がアップ）
    - 消臭プラス スリムナプキンタイプ 少量用 (~20cc) (19cm) - 「吸水ナプキン スリム 少量用 (~20cc)」をリニューアル
    - 消臭プラス スリムナプキンタイプ 少～中量用 (~40cc) (21cm) - 「吸水ナプキン スリム 少量〜中量用 (~40cc)」をリニューアル
    - 消臭プラス ナプキンタイプ 少量用 (~20cc) (17cm) - 「吸水ナプキン 少量用 (~20cc)」をリニューアル（シートを改良しやわらか感がアップ、併せて、徳用の44枚入りを追加）
    - 消臭プラス ナプキンタイプ 中量用 (~60cc) (22.5cm) - 「吸水ナプキン 中量用 (~60cc)」をリニューアル（シートを改良しやわらか感がアップ、併せて、徳用の26枚入りを追加）
    - 消臭プラス ナプキンタイプ 多い時用 (~120cc) (29cm) - 「吸水ナプキン 多い時用 (~120cc)」をリニューアル（シートを改良しやわらか感がアップ）

  - ロリエ さらピュア
    - スリムタイプ 3cc スパークリングフルーツの香り 吸水ライナー（14cm） - リニューアルに伴い、2019年4月製造終了。
    - スリムタイプ 10cc スパークリングフルーツの香り 吸水ライナー（17cm） - リニューアルに伴い、2019年4月製造終了。
    - ふんわりタイプ 20cc 吸水ナプキン（19cm） - 「吸水フリーデイ 消臭プラス ナプキンタイプ 少量用（～20cc）」の後継製品。「吸水フリーデイ」に比べて長さが2cm長く（17cm→19cm）なり、入数は26枚と44枚（まとめ買いパック）の2種類から32枚の1種類に統合した。同じサイズ・吸収量のスリムタイプへ統合のため、2022年9月末製造終了。
    - ふんわりタイプ 50cc 吸水ナプキン（23cm） - 同じサイズ・吸収量のスリムタイプへ統合のため、2022年9月末製造終了。
    - ふんわりタイプ 180cc 長時間・夜用 ロング吸水ナプキン（29cm） - 同じサイズ・吸収量の同類製品である「リリーフ アクティブ吸水ナプキン 180cc」へ統合のため、2022年9月末製造終了。
- 女性用清浄剤
  - ロリエ エフ デリケートスキンフレッシュナー【医薬部外品】 - ミストスプレー。2010年3月末で生産終了。

## 世界のロリエ
「ロリエ」は海外でも積極的に展開しており、中国、香港、台湾、ベトナム、タイ、マレーシア、シンガポール、インドネシアで現地に合わせた仕様で発売されている。また、一部、日本仕様とサイズが異なる。

### 中国
生理用ナプキンは日本での「スリムガード」に相当する「零触感」7種類、日本での「超吸収ガード パワフル昼用」や「朝までブロック」に相当する「超瞬吸」4種類、日本での「しあわせ素肌 超スリムタイプ」に相当する「宠爱肌丝薄」4種類を設定。パンティライナーは「浄怡自在」・「清透自在」・「瞬吸自在」の3種類があり、「浄怡自在」は無香のみ、「清透自在」・「瞬吸自在」は無香とフローラルの香りがある。
生理用ナプキンに限り、「ロリエ」のブランドロゴの上に「花王」が表記されている。
2019年2月には、ショーツタイプの「晚安裤 裤型卫生巾」が発売された。
なお、「エフ しあわせ素肌」、「スリムガード」、「きれいスタイル」、「さらピュア」の一部製品並びに「朝までブロック 安心ショーツタイプ」は日本仕様のままで販売されている。

### 香港
生理用ナプキンは日本での「しあわせ素肌」に相当する「ロリエ エフ」8種類、日本での「スリムガード」に相当する「零感特薄」7種類、日本での「肌キレイガード 多い夜用」及び「朝までブロック」に相当する「安睡倍護」5種類、日本での「肌きれいガード ふつうの日用」や「超吸収ガード パワフル昼用」に相当する「瞬吸倍護」4種類（日本では発売されていない商品を含む）、パンティライナーは「ロリエ エフ パンティライナー」と「ロリエパンティライナー」の2種類があり、それぞれに無香と清香を設定する。
2019年2月には、香港独自仕様となる「抑菌清新」4種類が発売された。

### 台湾
生理用ナプキンは日本での「肌キレイガード ふつうの日用」に相当する「淨吸柔護」2種類、「朝までブロック」に相当する「極吸好眠」4種類、日本での「スリムガード」に相当する「零觸感特薄」7種類、パンティライナーは日本での「きれいスタイル」に相当する「淨妍護墊」4種類（日本では発売されていない製品を含む）を発売する。
2014年9月に「超吸収ガード 安心ショーツタイプ（現・朝までブロック 安心ショーツタイプ）」が台湾でも発売されたが、現地名の「淨吸柔護」ではなく、「超吸收褲型衛生棉」の商品名で発売されている。なお、「朝までブロック」の2種類を含めて日本仕様のままで発売されている。
2015年5月には日本での「しあわせ素肌」に相当する「舒膚Free」が発売された。ラインナップは7種類ある。

### ベトナム
生理用ナプキンは独自仕様の「Fresh & Free」7種類、日本での「スリムガード」に相当する「Super Slimguard」5種類の計12種類、パンティライナーは「Active Fit」6種類が設定する。
2015年10月に生理用ナプキンの「Fresh & Free」に夜用40cmを、パンティライナーの「Active Fit」には「Deodorant Ag+」・「Safety Long & Wide」2種類の計3種類が発売された。
2019年1月には「Super Slimguard」に、日本では設定されていない冷感タイプの「COOL」が設定された。

### タイ
生理用ナプキンは独自仕様の「Soft & Safe」9種類（「Slim」2種類・「Maxi」2種類・「Night」3種類・「Extra Protection Night（日本での「朝までブロック」に相当）」2種類）、日本での「スリムガード」に相当する「Super Ultra Slim」8種類、日本での「しあわせ素肌」に相当する「Super Gentle Plus」3種類の計20種類、パンティライナーは「Daily Active」6種類を設定する。

### マレーシア
生理用ナプキンは独自仕様の「Perfect Comfort」6種類、日本での「しあわせ素肌」に相当する「F」3種類（Ultra Slim Wing 22.5cm、Ultra Slim Wing 25cm、Slim Wing 30cmのみ）、日本での「スリムガード」に相当する「Super Slim Guard」5種類、夜用の独自仕様「Night Safe」2種類、日本での「朝までブロック」に相当する夜用「Night Safe with Safety Gathers」2種類の計17種類、パンティライナーは「Active Fit」6種類を設定する。
2018年8月に「Perfect Comfort」シリーズと「Night Safe」シリーズがリニューアルされた。

### シンガポール
生理用ナプキンは日本での「しあわせ素肌」に相当する「Ultra Gentle」6種類、日本での「スリムガード」に相当する「Super Slimguard」9種類（昼用には日本にはないギャザー付やクールタイプも設定）、「Safety Comfort」8種類（日本での「肌キレイガード ふつうの日用」をベースに2cm拡大した「Slim」2種類、独自仕様の「Ultra Slim」2種類、日本での「肌キレイガード 多い夜用 羽つき」に相当する「Night Slim Wing」2種類、日本での「朝までブロック」に相当する「with Gathers」2種類）の計18種類、パンティライナーは「ロリエ エフ」と「Active Fit」の2種類があり、「ロリエ エフ」は1種類、「Active Fit」は3種類をそれぞれ設定する。
2018年12月には日本での「さらピュア」に相当する「Fresh Comfort」が発売され、吸水ナプキンもラインナップされた。

### インドネシア
生理用ナプキンは独自仕様の昼用「Active Day」3種類、「DOUBLE COMFORT」3種類、夜用「Relax Night」4種類（日本での「肌キレイガード 多い夜用 羽つき」に相当する「Relax Night」2種類、日本での「朝までブロック」に相当する「with Gather」2種類）、日本での「スリムガード」に相当する「Super Slimguard」5種類、日本での「しあわせ素肌」に相当する「Healthy Skin」4種類の計19種類。パンティライナーは「Cleanfresh」5種類が設定される。

## 商品名の由来
花王では、フランス語の「ロリエ」（月桂樹）から取られたことと、「ロングタイム」「リラックス」「エンジョイ」の頭文字をとって「ロリエ」としたことを公にしているが、一部で言われているように月桂樹の「月桂」を「月経」に掛けたものであるとは公式には言われていない。

## 歴代CMキャラクター

### 現在
- 二階堂ふみ
- 前田典子（さらピュア 超薄ランジェリーライナー）

### 過去
- 小林千登勢（1979年 - 、新発売時に女子高生らと語らう1分CMに出演。テレビ朝日『アフタヌーンショー』生CMにも出演）
- マリアン（ロリエ ショーツ）
- 渋谷琴乃（1991年 - 1993年）
- 葵千智（1996年 - 1999年）
- 長谷川理恵
- 落合恭子（スーパーガード）
- 新山千春（1999年 - 2000年、ダブルフィット、やわらかメッシュ、スーパーガードEXL）
- キタキマユ
- AKEMI（小林明実）（2006年 - 2007年）
- 比留川游
- 貫地谷しほり
- 知花くらら
- 山田優
- 平野綾
- 木村多江
- 前田敦子
- 竹下玲奈
- 飯島直子（2016年 - 、さらピュア）
- 波瑠 [2]
- 飯豊まりえ（2020年 - 、しあわせ素肌）
- 小島瑠璃子（2020年 - 、Deo+ デオプラス）
- 池田エライザ
- 真野恵里菜
- 川栄李奈
- 清野菜名
- 3時のヒロイン
- 内田理央
- 川口春奈